# Riego en Bolivia
El gobierno boliviano considera que el riego "tiene un papel fundamental en la agricultura boliviana y constituye un factor importante para mejorar la seguridad alimentaria". Después de un período de conmoción social generado por la privatización del suministro de agua en Cochabamba y en La Paz, el gobierno de Evo Morales está llevando a cabo una importante reforma institucional en el sector riego con el objeto de: (i) incluir a las comunidades indígenas y rurales en la toma de decisiones, (ii) integrar el conocimiento técnico con el tradicional en la administración de los recursos hídricos y el riego, (iii) garantizar y registrar los derechos sobre el agua, (iv) aumentar la eficiencia de la estructura de riego, (v) mejorar la calidad del agua, y (vi) promover las inversiones necesarias y la viabilidad financiera en el sector. Bolivia es el primer país en América Latina con un ministerio dedicado exclusivamente a la administración de los recursos hídricos integrados: el Ministerio del Agua. Quién dirige el ministerio en este momento? lamentablemente no una persona con conocimiento técnico de manejo del agua, 
Es lamentable leer estas líneas, esto hace ver como que en el país no se ha desarrollado nada sobre el riego tecnificado. Debe mencionarse que el riego principalmente en Bolivia es del tipo "tradicional o por inundación". El PRONAR (Programa Nacional de Riego) indica a través de la FAO que la eficiencia del riego no supera el 35%, lo que significa un "desperdicio" de una gran cantidad de agua, recurso no siempre disponible.
La política de Estado referida a este rubro, debería proponer alcanzar eficiencias superiores al 60 % como mínimo, lo que permitiría aumentar la superficie de riego, lo que aseguraría ampliar las metas de productividad.
No se hace mención al "riego tecnificado" como aspersión y localizado, que puede lograr eficiencias mayores en la aplicación de agua a los cultivos, no hay cultura de hacer "uso eficiente del agua". Se prejuzga que estos métodos de riego son caros, las autoridades nacionales del área deberían realizar censos específicos para saber la superficie actual bajo estos métodos no nuevos en el mundo.

## Impactos de la agricultura de regadío en el desarrollo rural
Bolivia es uno de los países más pobres de América Latina, con un ingreso anual medio de 1.010 US$ y con bajos indicadores de salud, educación y acceso a los servicios básicos. El ingreso real per cápita casi no se ha modificado en los últimos cincuenta años y la desigualdad en los ingresos es muy alta. Las poblaciones indígenas y rurales en particular sufren los efectos de la marginación social y económica. La pobreza en áreas rurales se sitúa en el 83%, comparado con el 54% por ciento de las áreas urbanas, y existe una brecha aún mayor en términos de necesidades básicas no satisfechas (91% frente a 39%). A pesar de las recientes mejoras en las condiciones de vida en todo el país, los beneficios siguen acumulándose desproporcionadamente en las áreas urbanas. 

El riego juega un papel fundamental en el incremento de la producción y diversificación agrícola, en el empleo rural y en la garantía de alimentos en Bolivia, constituyendo un elemento muy importante del Plan Nacional de Desarrollo impulsado por Evo Morales.

## Desarrollo del riego

### Infraestructura de riego
Bolivia cuenta con aproximadamente 355.500 hectáreas (ha) de regadío o cerca del 11% del total de 2.100.000 ha de superficie agrícola. Hay aproximadamente 5.000 sistemas de riego en Bolivia; la mayoría están ubicados en las áreas del sur y sudoeste (Valles y Altiplano). Estos sistemas de riego están formados por una rudimentaria red de canales abastecida con agua de lluvia y cuentan con pocos elementos de regulación, como presas, lo que hace que sean muy vulnerables a la estacionalidad de las lluvias.
La eficiencia global de los sistemas de riego varía desde el 18-30% en los sistemas tradicionales hasta el 35-50% en los sistemas mejorados.

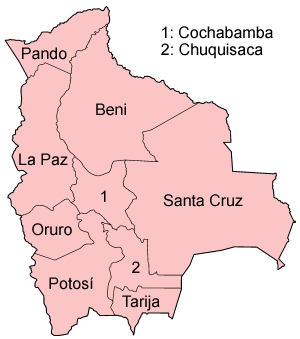
Mapa de los departamentos de Bolivia.

Sistemas de riego por departamento, tamaño y área
| Departamento            | Micro (10 ha) | Pequeño (100 ha) | Medio (500 ha) | Grande (> 500 ha) | Total   |
| ----------------------- | ------------- | ---------------- | -------------- | ----------------- | ------- |
| Chuquisaca              | 1.653         | 11.370           | 4.261          | 3.884             | 21.168  |
| Cochabamba              | 1.938         | 22.225           | 27.403         | 35.968            | 81.925  |
| La Paz                  | 1.703         | 21.047           | 6.052          | 7.192             | 35.994  |
| Oruro                   | 940           | 3.638            | 440            | 9.021             | 14.039  |
| Potosí                  | 3.240         | 10.146           | 2.254          | 600               | 16.240  |
| Santa Cruz de la Sierra | 269           | 5.456            | 8.434          | 1.080             | 15.239  |
| Tarija                  | 785           | 12.755           | 17.101         | 5.710             | 36.351  |
| Total                   | 10.528        | 86.638           | 65.944         | 63.454            | 226.564 |

Fuente: Ministerio del Agua

### Conexiones con los recursos hídricos
El riego representa el 94% de la extracción de agua o aproximadamente 2.000 millones de metros cúbicos anuales. Bolivia se puede dividir en tres áreas: la oriental (una región tropical y subtropical), la occidental (la región árida, semiárida y subhúmeda seca) y la cuenca del Titicaca. 
El sistema hidrográfico está formado por tres grandes cuencas: la Río Amazonas, que mide aproximadamente 724.000 km² y cubre el 66% del territorio boliviano, la cuenca cerrada (endorreica), que mide 145.081 km² o el 13% del territorio, y la cuenca del río Plata, que abarca 229.500 km² o el 21% del territorio del país. 
La cuenca del Amazonas tiene un gran caudal de agua y es proclive a las inundaciones. La cuenca del Paraná representa aproximadamente el 42% de la superficie total de Bolivia y es propensa a sequías y desertificación. La cantidad y calidad de la información hidrológica es muy limitada.

### Impactos del riego en el medio ambiente
Los principales impactos de la agricultura de regadío en Bolivia son la erosión, la salinización y la contaminación producida por la escorrentía agrícola. 
Casi el 41% del territorio nacional boliviano ha perdido su capacidad de producción como consecuencia de la erosión del suelo. Los minifundios del altiplano aceleran el proceso de degradación del suelo. Por ejemplo, en las regiones occidentales de Oruro, Potosí y Tarija, cerca de 45.000 kilómetros cuadrados tienen baja productividad del suelo a causa de la erosión. El pastoreo excesivo y las ineficaces prácticas de riego han contribuido a la compresión y salinización del suelo. 
La escorrentía agrícola, junto con las aguas servidas domésticas de los municipios y los desechos de industrias y minas, es uno de los principales factores de la contaminación del agua en Bolivia. El mayor porcentaje de contaminación lo generan los desechos difusos de actividades agrícolas y pesqueras y la escorrentía de áreas urbanas. No existen regulaciones ni controles sobre grandes vertidos de fuentes no específicas, a pesar de su volumen y toxicidad.

## Historia del sector riego

### Tendencias pasadas y actuales en superficies agrícolas

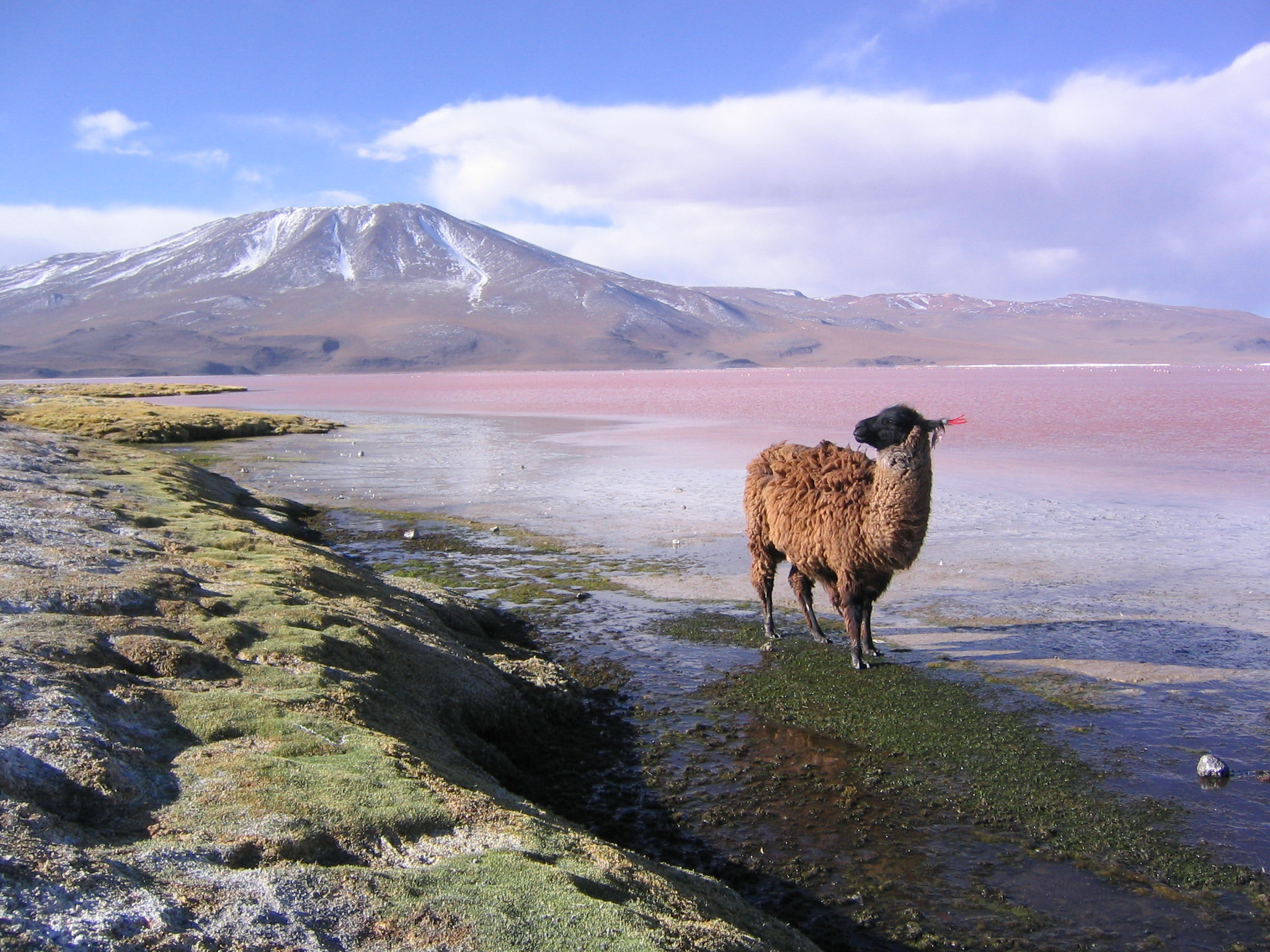
La llama es uno de los íconos del altiplano boliviano.

Los colonizadores españoles, poco después de su llegada a los Andes centrales en el siglo XVI, se apropiaron de las mejores tierras para cultivo en las costas y los valles y empujaron a la población indígena al más inhóspito Altiplano. Estas tierras eran las zonas preferidas de pastoreo de llamas y alpacas, pero no habían sido utilizadas para agricultura por su baja productividad y altos riesgos climáticos. Bajo esas circunstancias, el Altiplano se convirtió en el punto central de la agricultura de subsistencia de Bolivia. 
Tradicionalmente dependiente del sector minero como fuente de ingresos fiscales e intercambio exterior, el gobierno ignoró por mucho tiempo al sector agrícola y dedicó pocos recursos a su desarrollo. Esta política de desatención ha sido factible por la falta de influencia política de los pequeños agricultores, o minifundistas, a lo largo de la historia boliviana. 
Tras la reforma económica de 1985, el gobierno de Paz Estenssoro intentó dirigirse hacia un ambiente económico sin distorsiones que renovara la demanda de inversiones privadas en el sector agrícola. El Banco Mundial considera que algunas de las reformas llevadas a cabo en ese momento se hicieron con un gran desconocimiento, especialmente "la falta de una intervención gubernamental constructiva para brindar bienes públicos necesarios como títulos de propiedad, investigación y extensión agrícola e infraestructura de riego".
Como resultado, el sector agrícola careció de las bases, tanto en capital humano como físico, para posibilitar el desarrollo. La ausencia de nuevas tecnologías de producción y riego dejó a los granjeros con limitadas oportunidades para aumentar su productividad e ingresos, desalentando así la inversión.
En 1999, la superficie total equipada para riego sumaba unas 128.240 ha. La superficie agrícola total es de 2.100.000 ha. Más del 50% de las zonas de regadío se concentran en las provincias de Cochabamba y La Paz, en el centro del país. La superficie de regadío casi se ha duplicado desde entonces.

### Desarrollo institucional
Durante los años 90 la administración del agua estuvo caracterizada por un enfoque sectorial, con multitud de actores y enfoques legales y una superposición de responsabilidades. El Ministerio de Asuntos Rurales y Población Indígena era la Autoridad Nacional de Aguas. El Comité Interinstitucional, la Oficina Nacional para Riego y Drenaje, y la Secretaría Nacional para el Desarrollo Rural contribuyeron al mosaico de instituciones encargadas de coordinar la administración, en toda la nación, de los recursos hídricos para regadío. 
En 1998, el gobierno aprobó una resolución que nombraba a la Intendencia de Agua como la autoridad para garantizar los derechos de uso del agua. En 1999 se otorgaron al sector privado dos grandes concesiones de agua y saneamiento en La Paz y Cochabamba. El aumento de las tarifas del agua y la consiguiente limitación a su acceso fueron seguidos por levantamientos sociales en 2000. Después de la Guerra del Agua, asociaciones de consumidores, gobiernos nacionales y municipales, ONG y organizaciones de investigación internacionales participaron en intensas negociaciones para redefinir las políticas sobre el agua. Este proceso se conoce como Proyecto Derechos de Agua (PDA). Las organizaciones de riego trabajaron con el PDA para crear una estrategia nacional de riego, combinando las prácticas tradicionales con el conocimiento técnico y científico. Este proceso participativo dio forma a la Ley de Riego 2878.

## Marco legal e institucional

### Marco legal
La Ley de Riego de 2004,
tiene como objetivo administrar los recursos hídricos para regadío, establecer un nuevo marco institucional descentralizado y asegurar los derechos de uso del agua a través de un registro. La Ley de Riego 2878 también transfiere el control y mantenimiento de la infraestructura de riego a granjeros locales y establece mecanismos participativos para promover inversiones en los sistemas de riego. La ley anterior era de 1906 y fue considerada obsoleta. 
La Ley de Riego 2878 prohíbe específicamente la transferencia de derechos sobre el agua, por tanto también la creación de mercados de agua, y da prioridad a los derechos de los usuarios colectivos frente a los individuales.
A los usuarios se les garantizan los derechos sobre el agua a través de registros o autorizaciones. Los registros son concedidos a las familias o comunidades indígenas y locales y tienen como finalidad garantizar el acceso al agua para el uso doméstico o la agricultura tradicional. Se conceden autorizaciones a otras organizaciones de granjeros para uso agrícola o agroforestal por un máximo de 40 años. 
La Ley de Riego reconoce al Ministerio del Agua, anteriormente Ministerio de Asuntos Campesinos y Agropecuarios, como la autoridad nacional sobre el agua y crea el Servicio Nacional de Riego (SENARI) y el Servicio Departamental de Riego (SEDERI).

### Marco institucional
El Ministerio del Agua, creado en 2006 a través de la ley 3351, es responsable de planificar, implementar, supervisar, evaluar y financiar planes y políticas de riego en estrecha colaboración con el SENARI.
El Viceministerio de Riego tiene como objetivo: (i) garantizar el uso sostenible del agua para riego a través de un sistema integral que garantice los derechos y permisos sobre el agua, (ii) promover las inversiones nacionales y locales, y (iii) fortalecer la capacidad institucional a través de apoyo técnico y financiero.
El Ministerio de Planificación del Desarrollo, junto con el Ministerio del Agua y el Ministerio de Desarrollo Rural, Agropecuario y Medio Ambiente, tiene como objetivo: (i) planificar y supervisar la gestión del agua en las cuencas hidrográficas, (ii) diseñar e implementar estándares de medio ambiente para trabajos de riego, y (iii) supervisar la calidad del agua y reducir su contaminación. 
El SENARI, bajo la supervisión del Ministerio del Agua, es responsable de planificar e implementar políticas del agua, otorgar derechos sobre el agua, resolver conflictos y coordinar a otras partes interesadas, así como supervisar al SEDERI. El SEDERI, bajo la supervisión del SENARI, es responsable de proponer estrategias de riego, aprobar el Servicio Departamental de Riego, promover el desarrollo de capacidades entre los usuarios del agua y actualizar el registro de riego de los departamentos.
Existen varias organizaciones de riego y de usuarios del agua en los niveles local, regional, de cuencas y departamental, incluyendo asociaciones, cooperativas, comités y comunidades más o menos formales. El gobierno, a través de la nueva Ley del Agua, pretende promover el registro de las asociaciones no formales en el proceso de recepción de derechos de uso del agua. Las organizaciones de riego están organizadas a nivel nacional a través de la Asociación Nacional de Regantes y Sistemas Comunitarios de Agua Potable.

### Estrategia del gobierno para el sector de riego
La administración de Evo Morales busca transformar el sector riego centrándose en la toma de decisiones participativa y en la gestión integrada de los recursos hídricos en las cuencas hidrográficas, con un fuerte énfasis en la inversión pública. 
En julio de 2007, el gobierno boliviano aprobó un nuevo Programa Nacional de Riego (PRONAR)
para su puesta en práctica entre 2007 y 2030. El PRONAR anterior fue aprobado en 1996 y se llevó a cabo con éxito hasta 2005. 
El nuevo PRONAR está formado por cinco grandes componentes: (i) apoyo a la producción agrícola y forestal, (ii) apoyo a la gestión de recursos hídricos, (iii) fortalecimiento de las capacidades del marco institucional, (iv) aumento de la inversión en infraestructuras de riego y drenaje, y (v) asistencia técnica integral, desarrollo de potencial e investigación. 
El PRONAR tiene como objetivo la construcción de infraestructuras de riego en 275.000 ha, lo que beneficiará a 200.000 granjeros, con una inversión total de 1.200 millones US$ hasta 2030.

## Tarifa del agua y recuperación de costos
Los granjeros contribuyen a satisfacer los costos operativos y de mantenimiento de la infraestructura de riego tanto en efectivo como en especie. El Ministerio del Agua estimó que los usuarios contribuyen con efectivo para cubrir los costos de mantenimiento en el 45% de los sistemas de riego. En menos del 10% de los sistemas de riego, especialmente Guadalupe y Pampa Redonda en Santa Cruz y Chiara en Cochabamba, no se recibe pago alguno por costos de operación.
Por ejemplo, en Cochabamba, los usuarios pagan aproximadamente 4,1 US$ de tasa de inscripción y 9,6 US$ de tasa de registro. Los usuarios pagan los costos de operación y mantenimiento con un día de trabajo o con una multa de 2,7 US$ por día de trabajo. Por el contrario, en San Jacinto (Tarija) hay una tarifa de 0,05 US$ por extracción de metro cúbico. Cómo son las paradojas de la vida, en cuanto a tener que pagar un monto de dinero por un recurso "renovable" no siempre disponible, se espera que todo sea gratis o subvencionado. Cuando seremos capaces de entender que todo tiene un precio? Vivimos en un país donde lo que no cuesta es lo mejor.
No se tiene ninguna referencia de cuanto cuesta por ejemplo el riego por aspersión para una hectárea de cultivo. Nuevamente entra en discrepancia, las eficiencias de riego o lo que es mejor la eficiencia del uso del agua. Con eficiencias del orden del 35% como manifiesta la FAO, estamos hablando de que un 65% es desperdiciado. Tomemos un ejemplo, si tenemos un caudal disponible de 100 l/s. estamos hablando de que 65 l/s se pierden o no son aprovechados como deberían.

## Inversión y financiación
Entre 1996 y 2005, el PRONAR llevó a cabo 158 proyectos en siete de los nueve departamentos de Bolivia, invirtiendo 20 millones US$ en estrecha colaboración con el Banco Interamericano de Desarrollo, asociaciones de riego y gobiernos municipales. 
Inversión en riego por departamento y fuente
| Departamento | Proyectos | Municipios | Granjeros | Ha de regadío | Inversiones BID/PRONAR (US$) | Inversiones locales (US$) | Total      |
| ------------ | --------- | ---------- | --------- | ------------- | ---------------------------- | ------------------------- | ---------- |
| Cochabamba   | 20        | 16         | 3.210     | 1.983         | 2.365.141                    | 626.798                   | 2.991.939  |
| Chiquisaca   | 34        | 16         | 1.612     | 2.367         | 2.719.142                    | 780.009                   | 3.499.151  |
| La Paz       | 32        | 19         | 3.077     | 4.584         | 3.201.460                    | 979.723                   | 4.181.183  |
| Oruro        | 26        | 7          | 1.326     | 1.885         | 1.740.746                    | 548.554                   | 2.289.300  |
| Potosí       | 12        | 4          | 1.300     | 706           | 1.047.322                    | 359.058                   | 1.406.380  |
| Santa Cruz   | 9         | 8          | 554       | 699           | 912.185                      | 265.932                   | 1.1778.117 |
| Tarija       | 25        | 13         | 1.477     | 2.170         | 2.727.255                    | 897.336                   | 3.624.590  |
| Total        | 158       | 84         | 12.556    | 14.396        | 14.713.249                   | 4.457.412                 | 19.170.661 |

Fuente: Ministerio de Asuntos Campesinos y Agropecuarios (2005)

## Posibles impactos del cambio climático en la agricultura de regadío
Aunque todavía se desconocen los impactos específicos del cambio climático en el sistema de riego boliviano, se espera que fenómenos de gran intensidad como El Niño afecten a Bolivia en forma de inundaciones, sequías, heladas y granizo. Los desastres naturales afectan directamente al desarrollo del país porque dañan sus resultados económicos, debilitan su bienestar social, producen pérdidas de capital y dañan las carreteras y la infraestructura de energía y riego. Al mismo tiempo, estas pérdidas tienen influencia sobre indicadores económicos como la inflación y la producción, lo que a su vez aumenta la pobreza.
Las inundaciones y los deslizamientos de tierras durante la temporada de lluvias afectan a gran parte de la infraestructura. Los últimos deslizamientos de tierras de 1997 y 1998 en las comunidades de Cotahuma, Moktor y el área Kunii, en el departamento de La Paz, ocasionaron 24 muertes y destruyeron 264 hogares. Una tormenta de granizo sin precedentes en 2002, también en La Paz, produjo 70 muertes y daños estimados en más de 70 millones US$. Las sequías suelen ser repetitivas; su área de incidencia es bastante grande y son una de las principales causas de migración del campo hacia las ciudades.

## Cooperación externa
El Banco Mundial está llevando a cabo actualmente un Segundo Proyecto de Inversión Rural Participativa de 78,1 millones US$ con el objetivo de comprobar la consolidación de acuerdos institucionales entre los gobiernos nacional, municipales y prefecturas y la sociedad civil para la gestión sostenible de la inversión pública subnacional en agricultura de regadío, forestación y pesca, con especial énfasis en el desarrollo territorial. El Banco Mundial también está apoyando con 12,5 millones US$ la puesta en práctica del Plan Nacional de Rehabilitación y Reconstrucción Sostenible (PRRES) a través del proyecto de recuperación de emergencia y gestión en casos de desastre de Bolivia,
que contribuirá a restablecer el acceso a la infraestructura básica para una parte de las poblaciones afectadas en cinco regiones clave y a fortalecer la capacidad del gobierno a nivel nacional, sectorial y municipal para responder a futuros desastres en todo el país. El proyecto está dividido en dos componentes: fortalecimiento del sistema nacional de gestión de riesgos y rehabilitación, reconstrucción y pequeñas obras de mitigación. Estas obras serán financiadas en áreas específicas para las que se determine que han sido especialmente afectadas por El Niño.
El Banco Interamericano de Desarrollo está financiando actualmente la "Evaluación y Diseño de Proyectos de Riego" por 270.000 US$
para evaluar los sistemas de riego en funcionamiento. El BID, junto con la GTZ,
brindaron asistencia técnica y financiera al gobierno boliviano para la puesta en práctica del Plan Nacional de Riego (PRONAR) que finalizó en 2005. Esta evaluación es el paso preliminar para la futura colaboración entre el BID y el gobierno de Bolivia. 

## Lecciones aprendidas del PRONAR boliviano
El Ministerio del Agua identificó una serie de lecciones que surgieron de la evaluación del PRONAR desde 1996 hasta 2005. Algunos aspectos clave son:
- Infraestructura La infraestructura del PRONAR se diseñó basándose en requisitos para riego y disponibilidad del agua. Es necesario incorporar también datos sociales, hídricos y topográficos cuando se diseña una infraestructura de riego para evitar problemas técnicos durante la implementación. También se necesita contar con instituciones locales fuertes que puedan administrar y supervisar la puesta en práctica de las obras de riego.
- Marco legal Es crucial un marco legal bien definido que establezca las políticas del sector en cuanto a inversión pública en sistemas privados de riego, especialmente para determinar la responsabilidad de operación y mantenimiento de la infraestructura de riego financiada por el gobierno.
- Impacto económico de la inversión en riego La agricultura de regadío genera un impacto muy grande cuando se aplica a cosechas de alto valor y cuando los granjeros tienen una conexión con mercados locales o nacionales. Esta conexión está determinada por el acceso al transporte.